# Elias Salomonsson
Elias Salomonsson, född 31 augusti 2004 i Skellefteå, är en svensk professionell ishockeyspelare.

## Klubbar
- Skellefteå AIK J20, J20 Nationell (2020/2021 – 2021/2022)
- Skellefteå AIK, SHL (2020/2021 – 2023/2024)